# Ludger Vielemeier
Ludger Vielemeier (* 1961 in Borken) ist ein deutscher Journalist und Lehrbeauftragter. Er leitet für den Norddeutschen Rundfunk das Hörfunkprogramm NDR 1 Niedersachsen.

## Leben
Der 1961 in Borken in Westfalen geborene Ludger Vielemeier studierte in Münster an der Westfälischen Wilhelms-Universität die Fächer Politikwissenschaften, Geschichte, katholische Theologie und Islamwissenschaft. 1991 schrieb er dort seine Dissertation Mitweltkrise und Mitweltkriminalität. Eine multidisziplinäre Analyse in ganzheitlicher Absicht und wurde im Folgejahr 1992 promoviert.
Doch bereits während seines Studiums war Vielemeier ab 1986 beim NDR tätig geworden; anfangs als freier Mitarbeiter, ab 1991 dann als Angestellter im Hörfunkprogramm NDR 1 Niedersachsen in Hannover in der Redaktion der Sendung NDR aktuell, deren Leitung er im Jahr 1996 übernahm. 1997 wechselte er nach Hamburg als Chef vom Dienst zu NDR 2. Im Jahr 2001 wurde Vielemeier Wortchef in Bremen bei dem dort damals vom NDR und Radio Bremen neu gegründeten Nordwestradio.
Am 5. Juli 2007 übernahm Ludger Vielemeier in Berlin während eines Empfangs vor rund 300 Gästen im Haus der Bundespressekonferenz in der Nachfolge von Malte Zeeck die Leitung des gemeinsamen Korrespondentenbüros Berlin der vier Landesfunkhäuser des NDR.
2016 kehrte Vielemeier zurück nach Hannover und in das Landesfunkhaus Niedersachsen, um dort ab dem 1. Dezember des Jahres als Nachfolger von Eckhart Pohl das Programm von NDR 1 Niedersachsen zu leiten.
Ludger Vielemeier ist Lehrbeauftragter am Institut für Politikwissenschaft (Ifpol) der Westfälischen Wilhelms-Universität in Münster.

## Schriften
- Mitweltkrise und Mitweltkriminalität. Eine multidisziplinäre Analyse in ganzheitlicher Absicht (= Studien zur Politikwissenschaft / Abteilung B, Forschungsberichte und Dissertationen, Bd. 71), zugleich Dissertation 1991 an der Universität Münster, Münster; Hamburg: Lit Verlag, 1992, ISBN 978-3-89473-285-1 und ISBN 3-89473-285-7; Inhaltsverzeichnis